# Современная радиологическая обстановка в Чернобыльской зоне отчуждения

## Современная радиологическая обстановка в Чернобыльской зоне отчуждения
Чернобыльская зона отчуждения (ЧЗО, Eng. — Chernobyl Exclusion Zone (ChEZ)) является одной из наиболее радиоактивно загрязнённых территорий на Земле, с которой в 1986 году было эвакуировано население после аварии на Чернобыльской АЭС (ЧАЭС). Часто данную территорию ошибочно называют «30-км зоной» или зоной отчуждения Чернобыльской АЭС (Чернобыльская АЭС не имеет зоны отчуждения).

### Характеристики территории
Площадь ЧЗО на территории Украины составляет 2598 км2 (включая Чернобыльский радиационно-экологический биосферный заповедник- 2270 км2): 259 403,7 га в Киевской области и 396,1 га в Житомирской области. При этом 204 436,9 га общей площади входят в Зону отчуждения, а 55 363,0 га — в Зону безусловного (обязательного) отселения в Киевской области, с которой было отселено население после 1991 года.

В Республике Беларусь в Гомельской области на территории ЧЗО площадью 2162 км2 расположен Полесский государственный радиационно-экологический заповедник. Протяженности границы Украины с Республикой Беларусь в ЧЗО составляет 154,5 км.
В Российской Федерации к зоне отчуждения относятся 4 населенных пункта с прилегающими территориями в Брянской области.
За время после аварии площадь лесов в ЧЗО увеличилась в 1,5 раза и в настоящее время леса занимают более половины территории ЧЗО, из которых 80 % приходится на сосну обыкновенную (Pinus sylvestris L.), 8-10 % площади леса занимает береза (Betula pendula) и 5-6 % дуб (Quercus robur).

### Радиоактивное загрязнение
На поздней фазе аварии на Чернобыльской АЭС, уровни существующего загрязнения радионуклидами наиболее «грязных» районов Зоны отчуждения за пределами полплощадки ЧАЭС в «Рыжем лесу» достигают 200 МБк×м−2 по 137Cs; 100 МБк×м−2 — 90Sr; 4 МБк×м−2 — 238-240Pu; 30 МБк/м2 — 241Pu и 6 МБк/м2 — 241Am. Мощность дозы гамма-излучения в воздухе достигает уровня в 200 мкГр×ч−1 (до 500 мкГр×ч−1 в локальных точках около поверхности земли). В настоящее время удельная активность радионуклидов в организмах на территории зоны отчуждения может достигать единиц МБк/кг, а годовая поглощённая доза облучения растений, мелких грызунов и рыбы за счет внешнего и внутреннего облучения — единиц Гр.
Содержание 137Cs в древесине соответствует гигиеническим нормативам на большей части территории ЧЗО (< 600 Бк/кг), однако практически везде в зоне отчуждения удельная активность 90Sr превышает допустимый уровень для топливной древесины — 60 Бк/кг.
Промышленные объекты расположены в центральной части ЧЗО на относительно небольшой территории (около 20-25 тыс. га) и не имеют значительного антропогенного влияния.
Данные особенности превращают Чернобыльскую зону отчуждения в уникальный полигон для радиоэкологических и радиобиологических исследований, а также для практической подготовки специалистов.

### Радиационно-опасные земли
В соответствии с критериями зонирования территорий радиоактивного загрязнения после Чернобыльской аварии радиационно-опасными землями (зона отчуждения, а так же зона отселения и безусловного (обязательного) отселения) являются территории, где невозможно проживание населения, получение сельскохозяйственной и другой продукции, продуктов питания, которые соответствуют национальным и международным гигиеническим нормативам. На данных территориях, где невозможно проживание населения, плотность загрязнения 137Cs, 90Sr или 238-240Pu может превышать 555 кБк/м2, 111 кБк/м2 и 3.7 кБк/м2, соответственно. В соответствии с этими, по состоянию на 2021 год значительна часть территории ЧЗО за пределами ближней, так называемой, «10-км зоны» не соответствует критериям радиационно-опасных земель по плотности загрязнения радионуклидами. При этом границы плотности загрязнения территории по 137Cs, 90Sr или 238-240Pu радиационно-опасных земель вокруг ЧАЭС практически совпадают.
В дальнейшем, несмотря на радиоактивный распад 90Sr и 137Cs (период полураспада около 29 и 30 лет), границы радиационно-опасных земель будут слабо изменяться из-за долгоживущих радиоизотопов плутония с периодом полураспада 239Pu около 24 тыс. лет и 240Pu — 6.5 тыс. лет. Следовательно, без проведения дезактивационных работ или изменения нормативно правовых документов, эти территории длительное время будут непригодны для проживания людей.